# Aichi F1A
Айчі F1A (англ. Aichi F1A) — проєкт розвідувального гідролітака Імперського флоту Японії періоду 1930-х років розроблений компанією Aichi. Спеціалізований для проведення ближньої розвідки й коригування вогню кораблів, проте програв в конкурсі конкуренту Mitsubishi F1M. Повна назва «Розвідувальний гідролітак 10-Ші» (яп. 十試水上観測機, Джю-ші Суіджьо: Тейсацукі).

## Історія створення
Командування Імперського флоту Японії добре розуміло роль авіації у сучасній війні на морі, і тому всі великі кораблі (лінкори та крейсери) мали на своєму борту гідролітаки категорії E, основною задачею яких була дальня розвідка. Але командування флоту прийшло до висновку, що кораблям потрібні також гідролітаки меншого радіуса дії, які б мали вести ближню розвідку, коригувати вогонь корабельної артилерії та захищати свої кораблі від літаків противника. Для цього була створена спеціальна категорія патрульних гідролітаків F.
У 1935 році командування ВПС Імперського флоту Японії сформулювало завдання «10-Ші» на розробку розвідувального поплавкового літака, який мав би замінити Nakajima E8N. Вимоги до літака були досить серйозні. Він мав мати характеристики, співмірні із характеристиками винищувача — мати максимальну швидкість 380 км/год, автономність 8 год 30 хв, бути озброєним двома курсовими кулеметами, нести бомбове навантаження до 120 кг і здійснювати бомбометання з пікірування.
Завдання було видане всім провідним авіаційним фірмам Японії — Kawanishi, Nakajima, Aichi. Також до проєкту долучилась фірма Mitsubishi, яка до цього не мала досвіду розробки гідролітаків. Оскільки фірма Nakajima мала замовлення на розробку палубних торпедоносця, розвідника, пікірувальника та базового бомбардувальника, вона відмовилась від участі у конкурсі. Фірма Kawanishi розробила тільки ескізний проєкт літака. Таким чином, основне суперництво розгорілось між фірмами Mitsubishi та Aichi.
Компанія Aichi вже мала дизайн сучасного поплавкового моноплана «AM-10» (Aichi Monoplane), який використовував великі закрилки і міг оснащуватись колісним шасі. Через вимоги достатньої маневреності для бомбометання і повітряного бою, дизайн довелось переробити в біплан. Новий проєкт отримав позначення «AB-13» (Aichi Biplane) і його очолив інженер Тецуо Мікі, учень Ернста Хейнкеля і постійний представник компанії на фірмі Heinkel. Компанія вирішила виготовляти одразу два прототипи літака — з поплавковим та колісним шасі.
Для досягнення високих характеристик було розроблено нове крило з розробленим Токійським університетом аеродинамічним профілем «Кокен 1». Тканинне покриття не дозволяло підтримку нового профілю крила, тому крила обшивались спеціальною фанерою, передня кромка була з плексигласу. Крила були максимально полегшені, але через це внутрішня структура крила стала значно складнішою.
Фюзеляж був обшитий дюралевими листами великої площі, щоб зменшити кількість швів, які негативно впливали на аеродинамічні параметри. У морському варіанті літак був оснащений одним центральним поплавком та двома стабілізуючими, у сухопутному — шасі в обтічниках. Літак був оснащений двигуном Nakajima Hikari 1 потужністю 730 к.с. Озброєння складалось з двох синхронних курсових 7,7-мм кулеметів «Тип 92» та одного 7,7-мм кулемета «Тип 97», розміщеного в кабіні стрільця.
Морський прототип був готовий у червні, сухопутний у серпні 1936 року. Після заводських випробувань в конструкцію літака внесли деякі зміни та передали для випробувань флоту, де літак отримав позначення F1A. Наприкінці 1937 рок пройшли порівняльні випробування F1A та Mitsubishi F1M. У цих випробуваннях переміг літак фірми Mitsubishi, який показав кращу керованість та стабільність у польоті. В результаті у серійне виробництво був запущений літак F1M.

## Тактико-технічні характеристики
Дані з Japanese Aircraft 1910—1941

### Технічні характеристики
|                       |                       | гідроплан                                    | сухопутний                                   |
| --------------------- | --------------------- | -------------------------------------------- | -------------------------------------------- |
| Екіпаж                | Екіпаж                | 2 особи                                      | 2 особи                                      |
| Довжина               | Довжина               | 9,3 м                                        | 8,15 м                                       |
| Висота                | Висота                | 4,1 м                                        | 3,4 м                                        |
| Розмах крил           | Розмах крил           | 11 м                                         | 11 м                                         |
| Площа крил            | Площа крил            | 28 м²                                        | 28 м²                                        |
| Маса                  | пустого               | 1400 кг                                      | 1290 кг                                      |
| Маса                  | спорядженого          | 2100 кг                                      | 2003 кг                                      |
| Маса                  | максимальна           | 2380 кг                                      | 2283 кг                                      |
| Навантаження на крило | Навантаження на крило | 75 кг/м²                                     | 71,5 кг/м²                                   |
| Двигун                | Двигун                | 9-и циліндровий радіальний Nakajima Hikari 1 | 9-и циліндровий радіальний Nakajima Hikari 1 |
| Потужність            | номінальна            | 730 к. с.                                    | 730 к. с.                                    |
| Потужність            | питома                | 3,18 кг/к. с.                                | 3,03 кг/к. с.                                |

### Льотні характеристики (гідроплан)
- Максимальна швидкість:
  - на рівні моря: 330 км/год
  - на висоті 3000 м: 390 км/год
- Крейсерська швидкість: 185 км/год
- Мінімальна швидкість: 96 км/год
- Практична дальність: 1500 км
- Практична стеля: 9275 м
- Тривалість польоту: 8 год 30 хв
- Час підйому на 3000 м: 4 хв. 26 с.

### Озброєння
- Кулеметне:
  - 2 × 7,7 мм курсові кулемети «Тип 92»
  - 1 × 7,7 мм кулемет «Тип 97» в кабіні стрільця
- Бомбове:
  - 2 x 60 кг